# Jan Kobierzycki
Jan Kobierzycki herbu Nałęcz – podstoli (1750), a następnie (1764) podczaszy sieradzki, poseł na sejm konwokacyjny (1764) z województwa sieradzkiego.

## Życiorys
Syn Józefa, cześnika sieradzkiego i Elżbiety z Szołowskich. Konsyliarz konfederacji Czartoryskich w 1764 roku. W 1764 roku był elektorem Stanisława Augusta Poniatowskiego z województwa sieradzkiego.
Należały do niego wsie Drużbice i Kobyłki. W Drużbicach ufundował drewniany kościół (obecnie stoi tam kościół murowany). Żył jeszcze w 1788. Jego synem był Adam, szambelan Stanisława Augusta Poniatowskiego.